# Charles Kouyos
Charles Kouyos   (Marsella, 10 de febrer de 1928 - 19è districte de París, 12 de desembre de 1994) va ser un lluitador francès, especialista en lluita lliure, que va competir en els anys posteriors a la Segona Guerra Mundial.
El 1948 va prendre part en els Jocs Olímpics d'Estiu de Londres, on guanyà la medalla de bronze en la competició del pes gall del programa de lluita lliure. Quatre anys més tard, als Jocs de Hèlsinki, fou eliminat en sèries en la mateixa prova.